# Hannoverscher Sportverein von 1896 1988-1989
Questa voce raccoglie le informazioni riguardanti l'Hannoverscher Sportverein von 1896 nelle competizioni ufficiali della stagione 1988-1989.

## Stagione
Nella stagione 1988-1989 l'Hannover, allenato da Jürgen Wähling, Hans Siemensmeyer e Reinhard Saftig, concluse il campionato di Bundesliga al 18º posto. In Coppa di Germania l'Hannover fu eliminato al primo turno dal Werder Brema.

## Rosa
| N. |                     | Ruolo | Calciatore       |
| -- | ------------------- | ----- | ---------------- |
|    | Germania (bandiera) | P     | Andreas Nagel    |
|    | Germania (bandiera) | P     | Ralf Raps        |
|    | Germania (bandiera) | D     | Karlheinz Geils  |
|    | Germania (bandiera) | D     | Bastian Hellberg |
|    | Germania (bandiera) | D     | Michael Köpper   |
|    | Germania (bandiera) | D     | Mathias Kuhlmey  |
|    | Germania (bandiera) | D     | Axel Sundermann  |
|    | Germania (bandiera) | D     | Holger Willmer   |
|    | Germania (bandiera) | D     | Peter Zanter     |
|    | Germania (bandiera) | D     | Thomas Zechel    |
|    | Germania (bandiera) | C     | Detlev Dammeier  |
|    | Germania (bandiera) | C     | Bernd Dierßen    |

| N. |                     | Ruolo | Calciatore             |
| -- | ------------------- | ----- | ---------------------- |
|    | Germania (bandiera) | C     | Günter Drews           |
|    | Germania (bandiera) | C     | Martin Groth           |
|    | Germania (bandiera) | C     | Frank Pagelsdorf       |
|    | Germania (bandiera) | C     | Jürgen Prange          |
|    | Germania (bandiera) | C     | Karsten Surmann        |
|    | Germania (bandiera) | A     | Gregor Grillemeier     |
|    | Germania (bandiera) | A     | Frank Hartmann         |
|    | Germania (bandiera) | A     | Stefan Kohn            |
|    | Polonia (bandiera)  | A     | Andrzej Pałasz         |
|    | Germania (bandiera) | A     | Siegfried Reich        |
|    | Germania (bandiera) | A     | Dieter Schatzschneider |

## Organigramma societario
Area tecnica
- Allenatore: Reinhard Saftig
- Allenatore in seconda:
- Preparatore dei portieri:
- Preparatori atletici:

## Calciomercato

### Sessione estiva
| Acquisti | Acquisti               | Acquisti         | Acquisti |
| R.       | Nome                   | da               | Modalità |
| -------- | ---------------------- | ---------------- | -------- |
| C        | Jürgen Prange          | Meppen           |          |
| A        | Dieter Schatzschneider | Grazer AK        |          |
| D        | Axel Sundermann        | TBV Lemgo        |          |
| D        | Peter Zanter           | Bayer Leverkusen |          |
| D        | Thomas Zechel          | Bayer Leverkusen |          |

| Cessioni | Cessioni       | Cessioni              | Cessioni |
| R.       | Nome           | a                     | Modalità |
| -------- | -------------- | --------------------- | -------- |
| C        | Rachid Belarbi | Schalke 04            |          |
| D        | Peter Hobday   | Eintracht Francoforte |          |
| D        | Heinz Knüwe    | Verl                  |          |
| C        | Andreas Müller | Schalke 04            |          |
| C        | Andreas Reinke | Göttingen             |          |
| P        | Hans Wulf      | Hessen Kassel         |          |

### Sessione invernale
| Acquisti | Acquisti         | Acquisti          | Acquisti |
| R.       | Nome             | da                | Modalità |
| -------- | ---------------- | ----------------- | -------- |
| C        | Frank Pagelsdorf | Borussia Dortmund |          |

| Cessioni | Cessioni | Cessioni | Cessioni |
| R.       | Nome     | a        | Modalità |
| -------- | -------- | -------- | -------- |

## Risultati

### Bundesliga

#### Girone di andata
| Arbitro: | Pauly |

|                     |           |                                        |
| Drews 16’ Reich 52’ | Marcatori | 19’ Glesius 20’ Spies 87’ (aut.) Geils |

| Arbitro: | Assenmacher |

|                                   |           |                 |
| Klinsmann 25’ Allgöwer 67’ (rig.) | Marcatori | 21’ Grillemeier |

| Arbitro: | Neuner |

|                      |           |                              |
| Grillemeier 78’, 81’ | Marcatori | 37’, 67’ Bein 70’ von Heesen |

| Kaiserslautern 20 agosto 1988, ore 15:30 CEST 4ª giornata | Kaiserslautern | 0 – 0 referto | Hannover 96 | Fritz-Walter-Stadion (18 800 spett.)\| Arbitro: \| Boos \| |
| Arbitro:                                                  | Boos           |               |             |                                                            |

| Arbitro: | Schmidhuber |

|                              |           |                            |
| Reich 18’ Seckler 70’ (aut.) | Marcatori | 58’ (aut.) Geils 82’ Rolff |

| Arbitro: | Brehm |

|                               |           |  |
| Frontzeck 44’ Hochstätter 89’ | Marcatori |  |

| Arbitro: | Amerell |

|                           |           |                         |
| Drews 65’ Kohn 90’ (rig.) | Marcatori | 12’ Kutzop 81’ Bratseth |

| Arbitro: | Steinborn |

|                                     |           |  |
| Pagelsdorf 10’ Dickel 67’, 71’, 73’ | Marcatori |  |

| Arbitro: | Kentsch |

|                |           |                 |
| Bockenfeld 10’ | Marcatori | 90’ Grillemeier |

| Hannover 8 ottobre 1988, ore 15:30 CET 10ª giornata | Hannover 96 | 0 – 0 referto | Bayern Monaco | Niedersachsenstadion (29 900 spett.)\| Arbitro: \| Theobald \| |
| Arbitro:                                            | Theobald    |               |               |                                                                |

| Arbitro: | Pauly |

|  |           |              |
|  | Marcatori | 31’ Hellberg |

| Arbitro: | Kautschor |

|                    |           |                          |
| Reich 47’ Kohn 85’ | Marcatori | 42’ Bargfrede 83’ Gronau |

| Arbitro: | Fux |

|            |           |  |
| Häßler 68’ | Marcatori |  |

| Arbitro: | Wittke |

|  |           |                                        |
|  | Marcatori | 29’, 83’ Fach 53’, 89’ Kuntz 86’ Mathy |

| Arbitro: | Krug |

|            |           |  |
| Wagner 18’ | Marcatori |  |

| Arbitro: | Tritschler |

|                                       |           |                 |
| Kohn 23’ Dammeier 57’ Grillemeier 83’ | Marcatori | 4’, 61’ Leifeld |

| Arbitro: | Löwer |

|              |           |  |
| Eckstein 47’ | Marcatori |  |

#### Girone di ritorno
| Arbitro: | Broska |

|                       |           |  |
| Heisig 34’ Simmes 59’ | Marcatori |  |

| Arbitro: | Weber |

|                                      |           |  |
| Schatzschneider 37’ Reich 73’ (rig.) | Marcatori |  |

| Arbitro: | Osmers |

|                                           |           |             |
| Merkle 2’ Jakobs 71’ Furtok 82’ Spörl 90’ | Marcatori | 10’ Kuhlmey |

| Hannover 10 marzo 1989, ore 20:00 CET 21ª giornata | Hannover 96 | 0 – 0 referto | Kaiserslautern | Niedersachsenstadion (16 888 spett.)\| Arbitro: \| Birlenbach \| |
| Arbitro:                                           | Birlenbach  |               |                |                                                                  |

| Arbitro: | Scheuerer |

|                                |           |             |
| Schreier 5’ Waas 56’ Kastl 79’ | Marcatori | 19’ Surmann |

| Arbitro: | Strigel |

|  |           |            |
|  | Marcatori | 28’ Criens |

| Arbitro: | Richmann |

|            |           |  |
| Riedle 87’ | Marcatori |  |

| Arbitro: | Kriegelstein |

|           |           |                                                          |
| Reich 80’ | Marcatori | 1’ Breitzke 13’ Möller 44’ Kutowski 77’ Dickel 79’ Lusch |

| Arbitro: | Krug |

|  |           |                       |
|  | Marcatori | 71’ Lux 83’ Siebrecht |

| Arbitro: | Steinborn |

|                                   |           |  |
| Wegmann 11’ Dorfner 13’, 32’, 34’ | Marcatori |  |

| Arbitro: | Matheis |

|                                    |           |                                         |
| Grillemeier 48’ Geils 62’ Kohn 67’ | Marcatori | 52’, 89’ Hjelm 58’ Vollmer 83’ Grabosch |

| Arbitro: | Tritschler |

|            |           |           |
| Zander 69’ | Marcatori | 30’ Groth |

| Arbitro: | Fux |

|                                 |           |                        |
| Schatzschneider 75’ Willmer 83’ | Marcatori | 67’ Steiner 88’ Allofs |

| Arbitro: | Wittke |

|                                                                   |           |                         |
| Kuntz 3’, 9’ Funkel 30’ Witeczek 33’ Nijskens 75’, 85’ Herget 88’ | Marcatori | 35’ Groth 62’, 70’ Kohn |

| Arbitro: | Löwer |

|                               |           |                   |
| Geils 12’ Schatzschneider 84’ | Marcatori | 40’ Sané 83’ Türr |

| Arbitro: | Scheuerer |

|                 |           |                         |
| Kree 90’ (rig.) | Marcatori | 22’, 71’ Reich 54’ Kohn |

| Arbitro: | Broska |

|           |           |            |
| Reich 27’ | Marcatori | 68’ Körbel |

### Coppa di Germania
| Arbitro: | Matheis |

|                                        |           |          |
| Neubarth 16’, 88’ Burgsmüller 28’, 52’ | Marcatori | 74’ Kohn |

## Statistiche

### Statistiche di squadra
| Competizione      | Punti | In casa | In casa | In casa | In casa | In casa | In casa | In trasferta | In trasferta | In trasferta | In trasferta | In trasferta | In trasferta | Totale | Totale | Totale | Totale | Totale | Totale | DR  |
| Competizione      | Punti | G       | V       | N       | P       | Gf      | Gs      | G            | V            | N            | P            | Gf           | Gs           | G      | V      | N      | P      | Gf     | Gs     | DR  |
| ----------------- | ----- | ------- | ------- | ------- | ------- | ------- | ------- | ------------ | ------------ | ------------ | ------------ | ------------ | ------------ | ------ | ------ | ------ | ------ | ------ | ------ | --- |
| Bundesliga        | 19    | 17      | 2       | 8       | 7       | 24      | 36      | 17           | 2            | 3            | 12           | 12           | 35           | 34     | 4      | 11     | 19     | 36     | 71     | -35 |
| Coppa di Germania | -     | 0       | 0       | 0       | 0       | 0       | 0       | 1            | 0            | 0            | 1            | 1            | 4            | 1      | 0      | 0      | 1      | 1      | 4      | -3  |
| Totale            | 19    | 17      | 2       | 8       | 7       | 24      | 36      | 18           | 2            | 3            | 13           | 13           | 39           | 35     | 4      | 11     | 20     | 37     | 75     | -38 |

### Andamento in campionato
| Giornata  | 1  | 2  | 3  | 4  | 5  | 6  | 7  | 8  | 9  | 10 | 11 | 12 | 13 | 14 | 15 | 16 | 17 | 18 | 19 | 20 | 21 | 22 | 23 | 24 | 25 | 26 | 27 | 28 | 29 | 30 | 31 | 32 | 33 | 34 |
| --------- | -- | -- | -- | -- | -- | -- | -- | -- | -- | -- | -- | -- | -- | -- | -- | -- | -- | -- | -- | -- | -- | -- | -- | -- | -- | -- | -- | -- | -- | -- | -- | -- | -- | -- |
| Luogo     | C  | T  | C  | T  | C  | T  | C  | T  | T  | C  | T  | C  | T  | C  | T  | C  | T  | T  | C  | T  | C  | T  | C  | T  | C  | C  | T  | C  | T  | C  | T  | C  | T  | C  |
| Risultato | P  | P  | P  | N  | N  | P  | N  | P  | N  | N  | V  | N  | P  | P  | P  | V  | P  | P  | V  | P  | N  | P  | P  | P  | P  | P  | P  | P  | N  | N  | P  | N  | V  | N  |
| Posizione | 12 | 17 | 17 | 18 | 17 | 18 | 18 | 18 | 18 | 18 | 15 | 15 | 15 | 15 | 17 | 14 | 17 | 17 | 16 | 16 | 16 | 17 | 17 | 18 | 18 | 18 | 18 | 18 | 18 | 18 | 18 | 18 | 18 | 18 |

Legenda:

Luogo: C = Casa; T = Trasferta. Risultato: V = Vittoria; N = Pareggio; P = Sconfitta.

### Statistiche dei giocatori
| Giocatore          | Bundesliga | Bundesliga | Bundesliga  | Bundesliga | Coppa di Germania | Coppa di Germania | Coppa di Germania | Coppa di Germania | Totale   | Totale | Totale      | Totale     |
| Giocatore          | Presenze   | Reti       | Ammonizioni | Espulsioni | Presenze          | Reti              | Ammonizioni       | Espulsioni        | Presenze | Reti   | Ammonizioni | Espulsioni |
| ------------------ | ---------- | ---------- | ----------- | ---------- | ----------------- | ----------------- | ----------------- | ----------------- | -------- | ------ | ----------- | ---------- |
| D. Dammeier        | 25         | 1          | 4           | 1          | 1                 | 0                 | 0                 | 0                 | 26       | 1      | 4           | 1          |
| B. Dierßen         | 25         | 0          | 2           | 0          | 0                 | 0                 | 0                 | 0                 | 25       | 0      | 2           | 0          |
| G. Drews           | 21         | 2          | 2           | 0          | 1                 | 0                 | 0                 | 0                 | 22       | 2      | 2           | 0          |
| K. Geils           | 29         | 2          | 6           | 0          | 1                 | 0                 | 0                 | 0                 | 30       | 2      | 6           | 0          |
| G. Grillemeier     | 24         | 6          | 2           | 0          | 1                 | 0                 | 0                 | 0                 | 25       | 6      | 2           | 0          |
| M. Groth           | 16         | 2          | 0           | 0          | 0                 | 0                 | 0                 | 0                 | 16       | 2      | 0           | 0          |
| F. Hartmann        | 0          | 0          | 0           | 0          | 0                 | 0                 | 0                 | 0                 | 0        | 0      | 0           | 0          |
| B. Hellberg        | 21         | 1          | 1           | 0          | 1                 | 0                 | 0                 | 0                 | 22       | 1      | 1           | 0          |
| S. Kohn            | 26         | 7          | 0           | 0          | 1                 | 1                 | 0                 | 0                 | 27       | 8      | 0           | 0          |
| M. Kuhlmey         | 26         | 1          | 8           | 0          | 0                 | 0                 | 0                 | 0                 | 26       | 1      | 8           | 0          |
| M. Köpper          | 1          | 0          | 0           | 0          | 0                 | 0                 | 0                 | 0                 | 1        | 0      | 0           | 0          |
| A. Nagel           | 4          | 0          | 0           | 0          | 0                 | 0                 | 0                 | 0                 | 4        | 0      | 0           | 0          |
| F. Pagelsdorf      | 6          | 0          | 1           | 0          | 0                 | 0                 | 0                 | 0                 | 6        | 0      | 1           | 0          |
| A. Pałasz          | 24         | 0          | 2           | 1          | 1                 | 0                 | 0                 | 0                 | 25       | 0      | 2           | 1          |
| J. Prange          | 15         | 0          | 2           | 0          | 0                 | 0                 | 0                 | 0                 | 15       | 0      | 2           | 0          |
| R. Raps            | 30         | 0          | 1           | 0          | 1                 | 0                 | 0                 | 0                 | 31       | 0      | 1           | 0          |
| S. Reich           | 28         | 8          | 7           | 0          | 1                 | 0                 | 1                 | 0                 | 29       | 8      | 8           | 0          |
| D. Schatzschneider | 18         | 3          | 7           | 0          | 0                 | 0                 | 0                 | 0                 | 18       | 3      | 7           | 0          |
| A. Sundermann      | 7          | 0          | 0           | 0          | 0                 | 0                 | 0                 | 0                 | 7        | 0      | 0           | 0          |
| K. Surmann         | 32         | 1          | 6           | 0          | 1                 | 0                 | 0                 | 0                 | 33       | 1      | 6           | 0          |
| H. Willmer         | 23         | 1          | 2           | 0          | 1                 | 0                 | 0                 | 0                 | 24       | 1      | 2           | 0          |
| P. Zanter          | 21         | 0          | 6           | 0          | 1                 | 0                 | 0                 | 0                 | 22       | 0      | 6           | 0          |
| T. Zechel          | 15         | 0          | 2           | 0          | 1                 | 0                 | 1                 | 0                 | 16       | 0      | 3           | 0          |